# Las Trincheras, Guerrero
Las Trincheras är en ort i Mexiko.   Den ligger i kommunen Atoyac de Álvarez och delstaten Guerrero, i den södra delen av landet, 280 km sydväst om huvudstaden Mexico City. Las Trincheras ligger 634 meter över havet och antalet invånare är 206.
Terrängen runt Las Trincheras är huvudsakligen kuperad, men åt nordväst är den bergig. Runt Las Trincheras är det ganska glesbefolkat, med 30 invånare per kvadratkilometer. Närmaste större samhälle är Atoyac de Álvarez, 10,6 km väster om Las Trincheras. I omgivningarna runt Las Trincheras växer huvudsakligen savannskog.